# ESPN on ABC

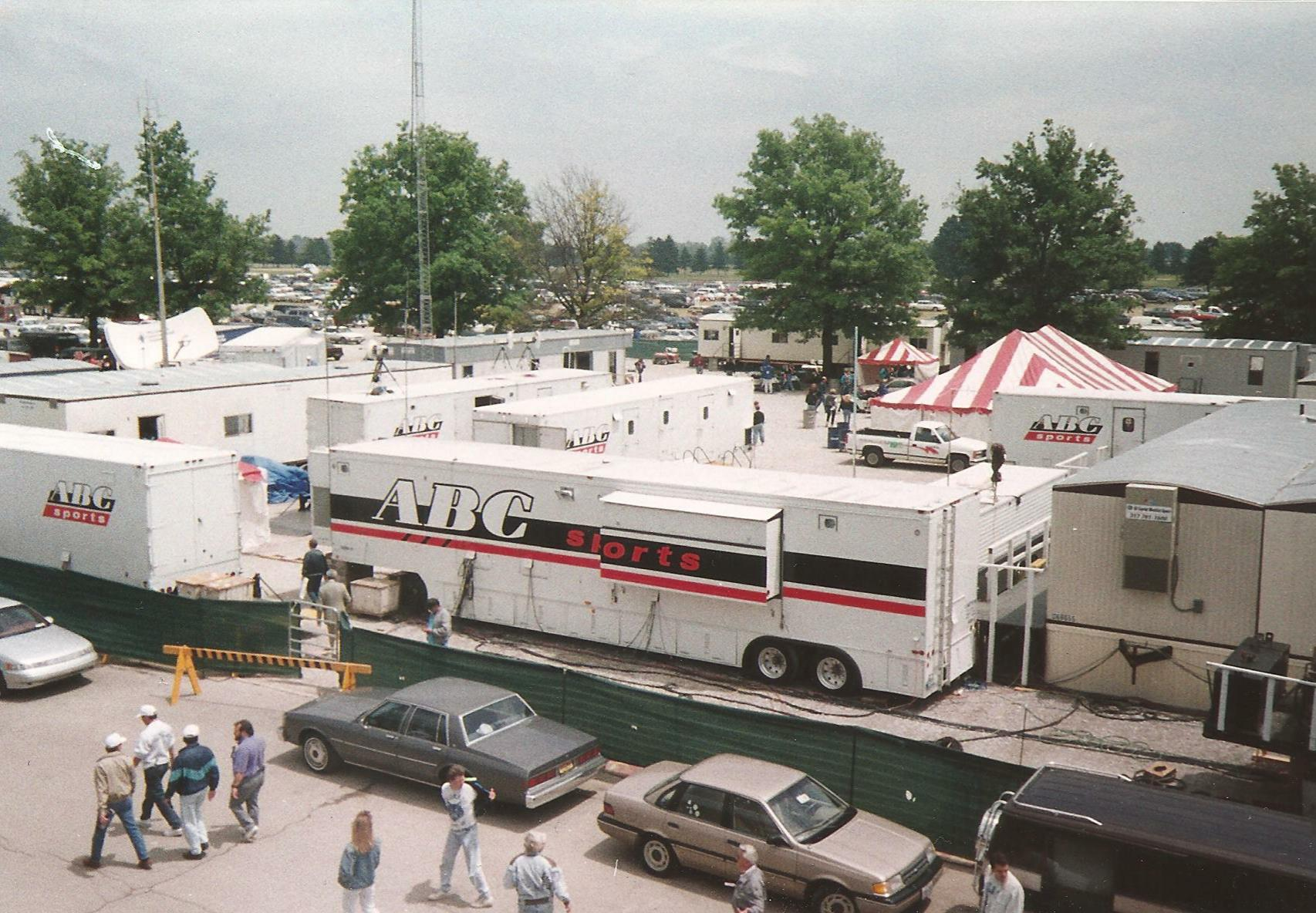

ESPN on ABC는 ABC의 스포츠 중계의 총칭이다. 2006년 9월, ABC의 스포츠 중계 제작 부문인 ABC 스포츠(ABC Sports)가 월트 디즈니 컴퍼니 산하 ESPN과 통합되어, 현재의 이름이 되었다.